# Teatro comunale (Barberino di Mugello)
Il Teatro Comunale Corsini è il principale teatro di Barberino di Mugello.

## Storia e descrizione
Il teatro, realizzato nella seconda metà degli anni ottanta nell'ambito del piano di recupero delle strutture teatrali avviato dalla Regione Toscana con finanziamenti del fondo FIO, ha sostituito il vecchio teatro realizzato per iniziativa dell'Accademia degli Arrischiati nel 1903.
Il precedente teatro a pianta rettangolare con galleria aveva costituito un'importante funzione culturale per la popolazione del capoluogo secondo i principi ispiratori della locale amministrazione socialista. Con il passaggio nel 1932 alla sezione del Partito Nazionale Fascista il locale venne sempre più assumendo i connotati di sala cinematografica, accentuati anche nel secondo dopoguerra quando, assunta ormai la denominazione di Teatro B. Corsini, venne dato in affitto dall'Amministrazione Comunale a una gestione privata.
A seguito dell'intervento di rifacimento integrale su progetto dell'ingegner Alberto Cazzaniga il vecchio teatro è stato completamente distrutto e sostituito da una nuova struttura polivalente capace di rispondere sia alle esigenze di attività teatrali e cinematografiche, sia a quelle di centro congressuale e più in generale di attività culturali e associative. La sua gestione è affidata dal 2005 alla Compagnia Catalyst diretta da Riccardo Rombi.
Il Teatro Comunale Corsini è oggi tra i protagonisti della scena teatrale dell'area metropolitana fiorentina grazie a una programmazione attenta e composita, che privilegia la qualità e la varietà dell'offerta artistica. Repertorio classico, innovazione, progettualità locale ed europea sono le linee artistiche che in questi anni hanno fatto del teatro di Barberino un polo teatrale di riferimento per il mugello e per tutta la provincia. Prosa, concerti ma anche teatro ragazzi, scuola di teatro, matinèe per le scuole, mostre, laboratori, incontri: un carnèt di proposte che voglione rendere il teatro un luogo pubblico, spazio di crescita culturale, di scambio e di ospitalità.